# Яндобинское сельское поселение
Яндоби́нское се́льское поселе́ние (чув. Юнтапа ял тӑрӑхӗ) — упразднённое в 2022 году муниципальное образование в составе Аликовского муниципального округа Чувашской Республики. Административный центр — село Яндоба.

## Состав сельского поселения
| №  | Населённый пункт | Тип населённого пункта       | Население |
| -- | ---------------- | ---------------------------- | --------- |
| 1  | Анаткасы         | деревня                      | ↗318      |
| 2  | Кивкасы          | деревня                      | ↗134      |
| 3  | Пизенеры         | деревня                      | ↗126      |
| 4  | Русская Сорма    | село                         | ↗212      |
| 5  | Самушкино        | деревня                      | ↗98       |
| 6  | Сатлайкино       | деревня                      | ↗95       |
| 7  | Синькасы         | деревня                      | ↗134      |
| 8  | Тушкасы          | деревня                      | ↗75       |
| 9  | Челкасы          | деревня                      | ↗320      |
| 10 | Чиршкасы         | деревня                      | ↗109      |
| 11 | Ягунькино        | деревня                      | ↗200      |
| 12 | Яндоба           | село, административный центр | ↗136      |

## Население
| 2010  | 2012  | 2013  | 2014  | 2015  | 2016  | 2017  |
| ----- | ----- | ----- | ----- | ----- | ----- | ----- |
| 1587  | ↘1520 | ↗1528 | ↘1508 | ↘1471 | ↘1463 | ↘1402 |
| 2018  | 2019  | 2020  | 2021  |       |       |       |
| ↘1382 | ↘1349 | ↘1334 | ↘1295 |       |       |       |

## История
Первые упоминания о селениях относятся к XVI веку.

## Природа
По землям поселения течёт речка Сорма, полноводная весной.

## Культура
Достопримечательности — краеведческий музей, памятники Воину — Победителю.

## Связь и средства массовой информации
- Связь: ОАО «Волгателеком», Би Лайн, МТС, Мегафон. Развит интернет ADSL технологии.
- Газеты и журналы: Аликовская районная газета «Пурнăç çулĕпе» — «По жизненному пути» Языки публикаций: чувашский, русский.
- Телевидение: Население использует эфирное и спутниковое телевидение. Эфирное телевидение позволяет принимать национальный канал на чувашском и русском языках.
- Радио: Радио Чувашии, Национальное радио Чувашии